# Frente Nacional Democrático de Bodoland

Bandera del Frente Nacional Democrático de Bodoland.

Fue un grupo terrorista separatista indio. En 1988 se creó la Bodo Security Force (BSF, Fuerza de Seguridad de Bodo) bajo la dirección de Ranjan Daimary. En 1996 esta organización dio origen a la Fuerza de los Tigres de Liberación de Bodoland (en inglés:Bodoland Liberation Tigers Force) y un año más tarde una parte de sus miembros crearon la Bodoland Army (Ejército de Bodoland) y finalmente el grupo político-militar National Democratic Front of Bodoland (NDFB, Frente Nacional Democrático de Bodoland).
Esta organización lucha por un Bodoland soberano al norte del Brahmaputra. Ha sido muy activo en los años noventa. Sus combatientes son alrededor de un millar. Está aliado al National Socialist Council of Nagalim (IM, Consejo Socialista Nacional de Nagalim) y sus campos de entrenamiento están en el sur de Bután. En el año 2000 los combates causaron la muerte a un centenar de personas. Actualmente está dirigido aun por Ranjan Daimary. En 2006 se estimaba que tenía 3500 miembros.
La bandera del NDFB es verde con un disco rojo en el cantón conteniendo una estrella amarilla. Los tres colores se usan como colores nacionales de Bodoland. Fue disuelto el 20 de enero de 2020 después de firmar un acuerdo de paz con el gobierno indio. 